# 龙仙拱桥
龙仙拱桥，位于中国广东省韶关市翁源县城，为翁源县的一个县级文物保护单位，类型为古建筑，公布时间为1996年11月3日。
龙仙拱桥的历史年代为清嘉庆。